# Emma Rabbe
Emma Irmgard Marina Rabbe Ramírez (Ottawa, 18 aprile 1969) è un'attrice e modella venezuelana.

## Biografia
Emma Rabbe ha partecipato a Miss Venezuela 1988, come rappresentante del Distrito Federal, ottenendo il titolo di Miss Mondo Venezuela, che le ha dato la possibilità di rappresentare il Venezuela in occasione del concorso di bellezza internazionale Miss Mondo 1988, dove si è classificata al quarto posto ed ha ottenuto il titolo di Miss Americhe.
In seguito Rabbe ha intrapreseo la carriera di attrice televisiva, principalmente di telenovela ed ha sposato l'attore connazionale Daniel Alvarado nel 1998. Insieme la coppia ha avuto tre figli, Daniel Alejandro (1999), Diego Jose (2001) e Calvin Daniel (2007).

## Filmografia

### Televisione
- Adorable Monica (1990)
- Bellisima (1991)
- Peligrosa (1994)
- Pecado de Amor (1996)
- Reina de Corazones (1998)
- Hechizo de Amor (2000)
- Dolce Valentina (Mi gorda bella) (2002)
- ¡Qué buena se puso Lola! (2004)
- Amor a Palos (2005)
- La Trepadora (2008)
- Tomasa Tequiero (2010)
- Ponte de pie (2013)

### Cinema
- 13 segundos (2007)